# Liuxi Miaozu Xiang
Liuxi Miaozu Xiang (kinesiska: 柳溪, 柳溪苗族乡) är en socken i Kina. Den ligger i provinsen Yunnan, i den sydvästra delen av landet, omkring 350 kilometer nordost om provinshuvudstaden Kunming. Antalet invånare är 19 957. Befolkningen består av 9 738 kvinnor och 10 219 män. Barn under 15 år utgör 29,0 %, vuxna 15-64 år 64 %, och äldre över 65 år 6,0 %.
Genomsnittlig årsnederbörd är 1 132 millimeter. Den regnigaste månaden är juli, med i genomsnitt 239 mm nederbörd, och den torraste är december, med 14 mm nederbörd.